# マット・マッガーン
マット・マッガーン（Matt Mcgahan、1993年4月21日 - ）は、ジャパンラグビーリーグワントヨタヴェルブリッツに所属しているラグビー選手。

## プロフィール
- オーストラリアシドニー出身。
- ポジションはスタンドオフ(SO)、フルバック(FB)。
- 身長 185 cm、体重 91 kg
- ニックネームはマット。
- 高校ニュージーランド代表に選ばれたことがある[1]。
- 父のヒューも元ラグビー選手[2]。

## 略歴
マウントアルバートグラマー高校、ノースハーバー、ブルーズを経て、2017年、ヤマハ発動機ジュビロ(現・静岡ブルーレヴズ)に加入。同年9月9日に行われたジャパンラグビートップリーグ第4節のリコーブラックラムズ戦に先発出場で日本での公式戦初出場を果たす。
2019年、リコーブラックラムズ(現・リコーブラックラムズ東京)に加入。
2024年7月、トヨタヴェルブリッツに加入。